# Alliaire officinale
Alliaria petiolata
Espèce
Synonymes
- Alliaria alliaria (L.) Britt.
- Alliaria officinalis Andrz. ex Bieb.
- Erysimum alliaria L.
- Sisymbrium alliaria (L.) Scop.

Classification phylogénétique
L'Alliaire officinale ou Herbe à ail (Alliaria petiolata) est une espèce de plantes à fleurs de la famille des Brassicacées. C'est une plante herbacée bisannuelle originaire d'Eurasie, envahissante au Canada, et aux États-Unis (où elle ne doit pas être confondue avec plusieurs espèces indigènes qui lui ressemblent (Dentaria), Osmorhiza claytonii, Saxifraga virginica).

## Étymologie
Du latin allium : ail et petiolata car les feuilles inférieures ont un long pétiole.

## Description

### Appareil végétatif
Les feuilles sont cordiformes, dentées, à odeur d'ail lorsqu'elles sont froissées.

### Appareil reproducteur
Les fleurs sont blanches et en forme de croix. Les fruits sont des siliques érigées.

### Confusion possible
Il est possible de confondre l'Alliaire officinale avec la dentaire à deux feuilles qui ne pousse que sur le continent américain.

## Caractéristiques
Organes reproducteurs

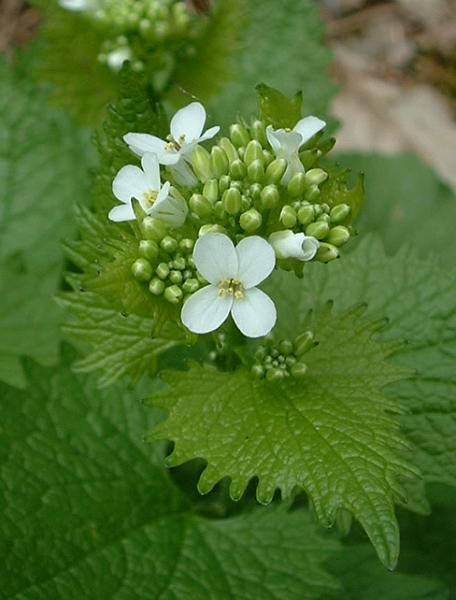
Inflorescence.

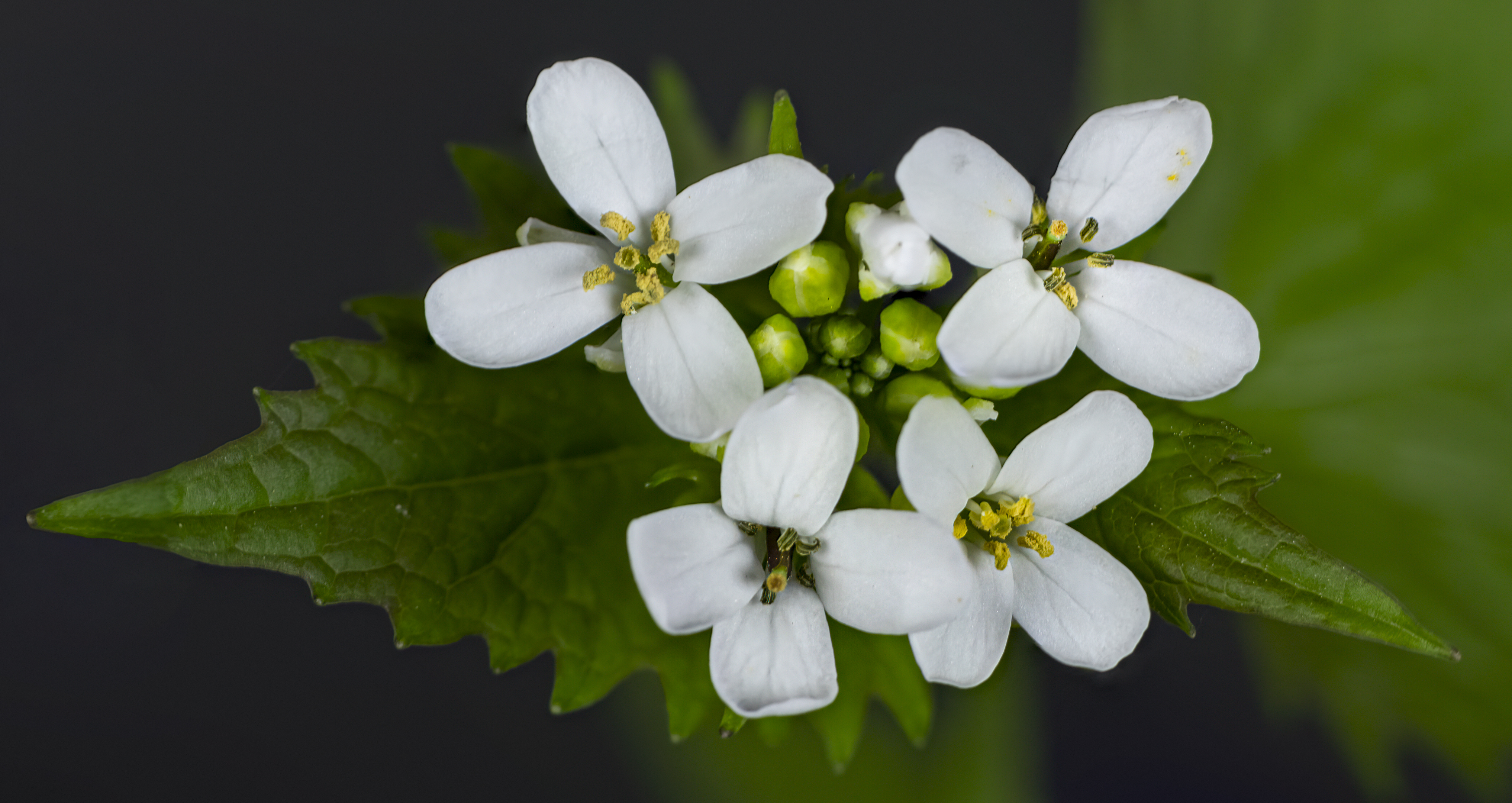
Inflorescence, détail.

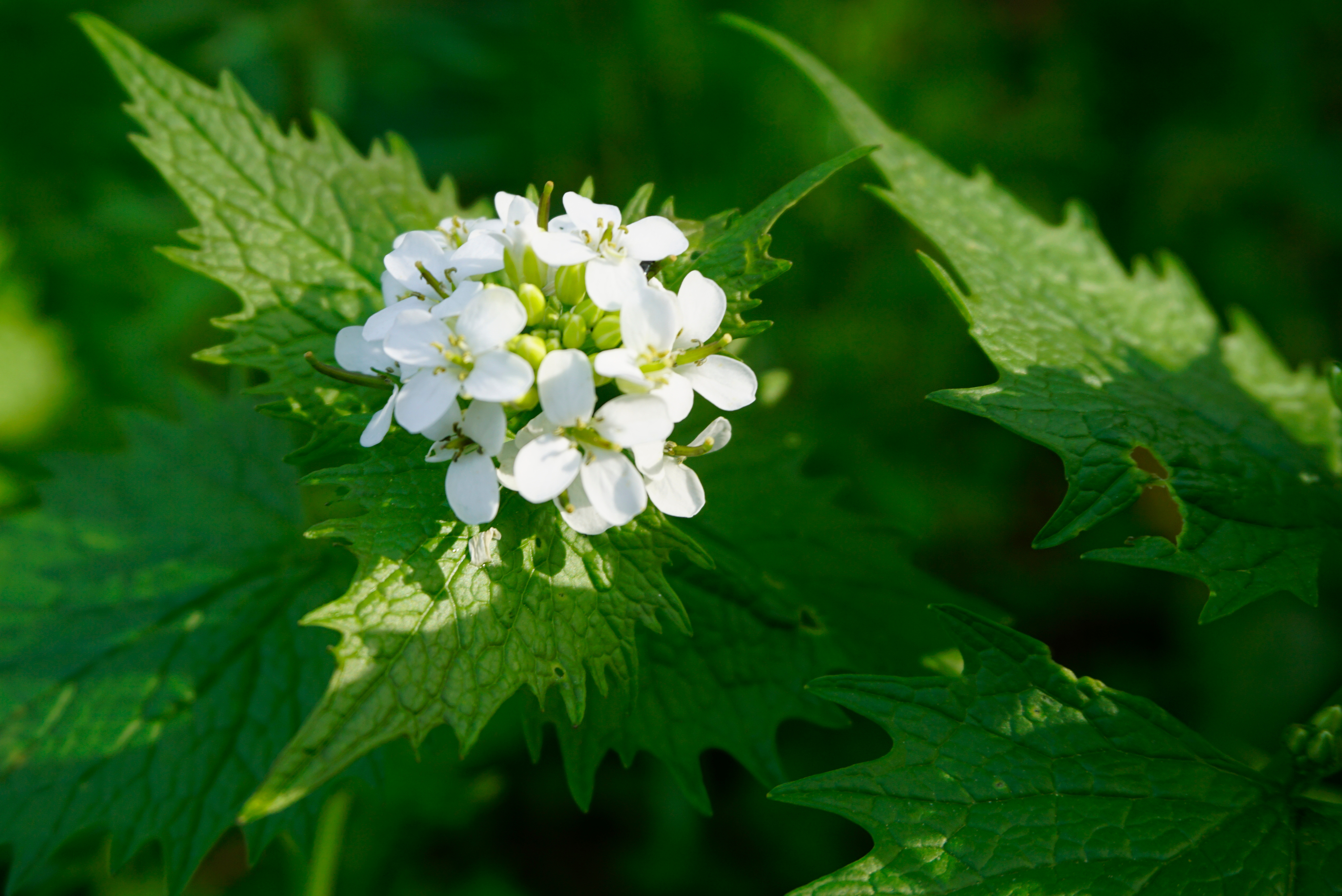

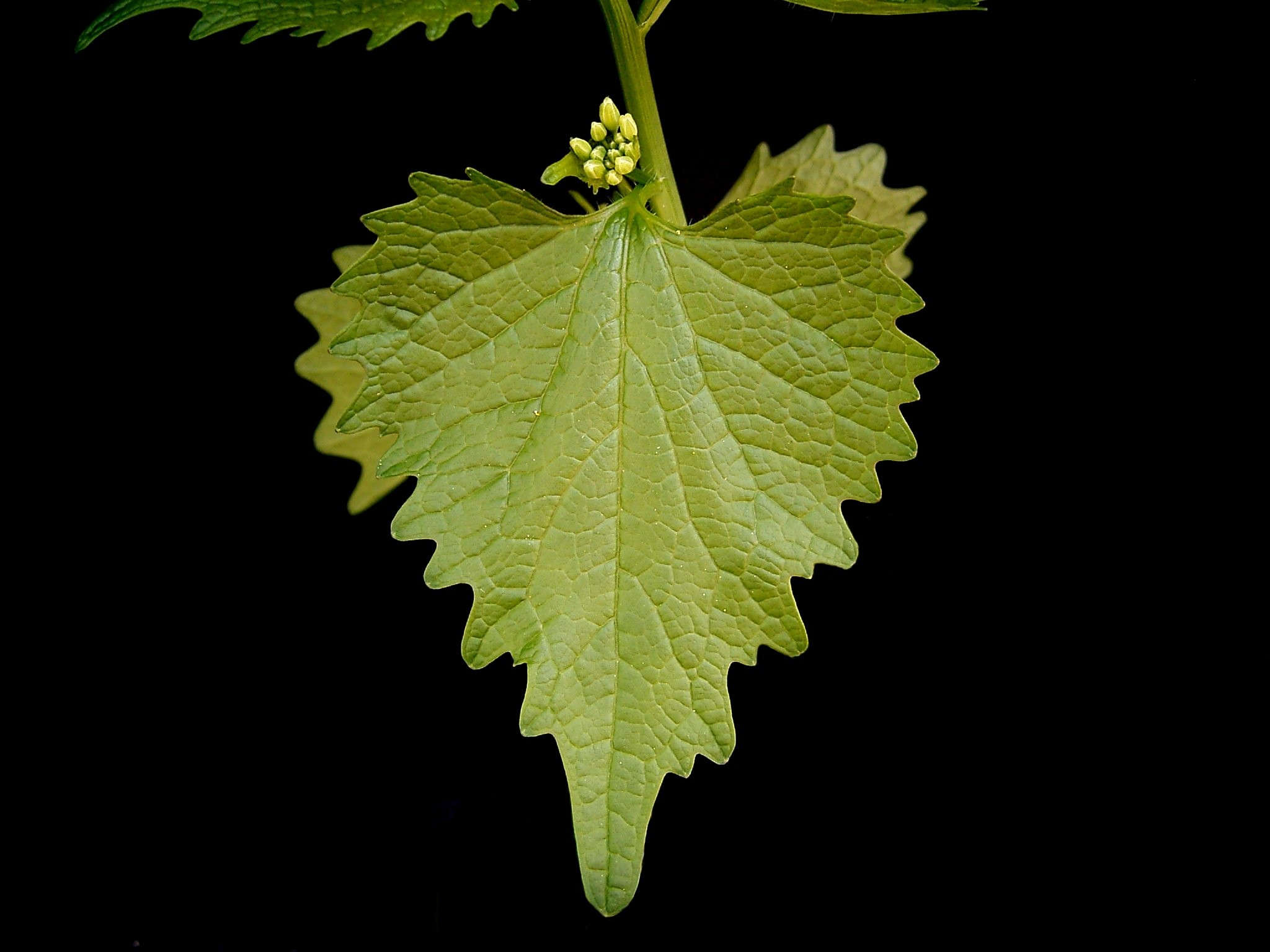
Feuille.

- Type d'inflorescence : racème simple
- répartition des sexes : hermaphrodite
- Type de pollinisation : entomogame, autogame

Sa floraison a lieu d'avril à juin.
Graine
- Type de fruit : silique
- Mode de dissémination : barochore

## Habitat et répartition
C'est une espèce annuelle pionnière des clairières et lisières médioeuropéennes, psychrophiles et hémisciaphiles.
Elle est présente dans toute l'aire eurasiatique.
Dans les Pyrénées, on la rencontre  aux étages collinéen à montagnard, dans les lieux frais et ombragés ainsi que dans les dépotoirs.
C'est une plante rudérale (haies, broussailles, talus, terrains vagues) et forestière des sols calcaires ou saturés, commune en Europe.

## Usages

### Usage alimentaire

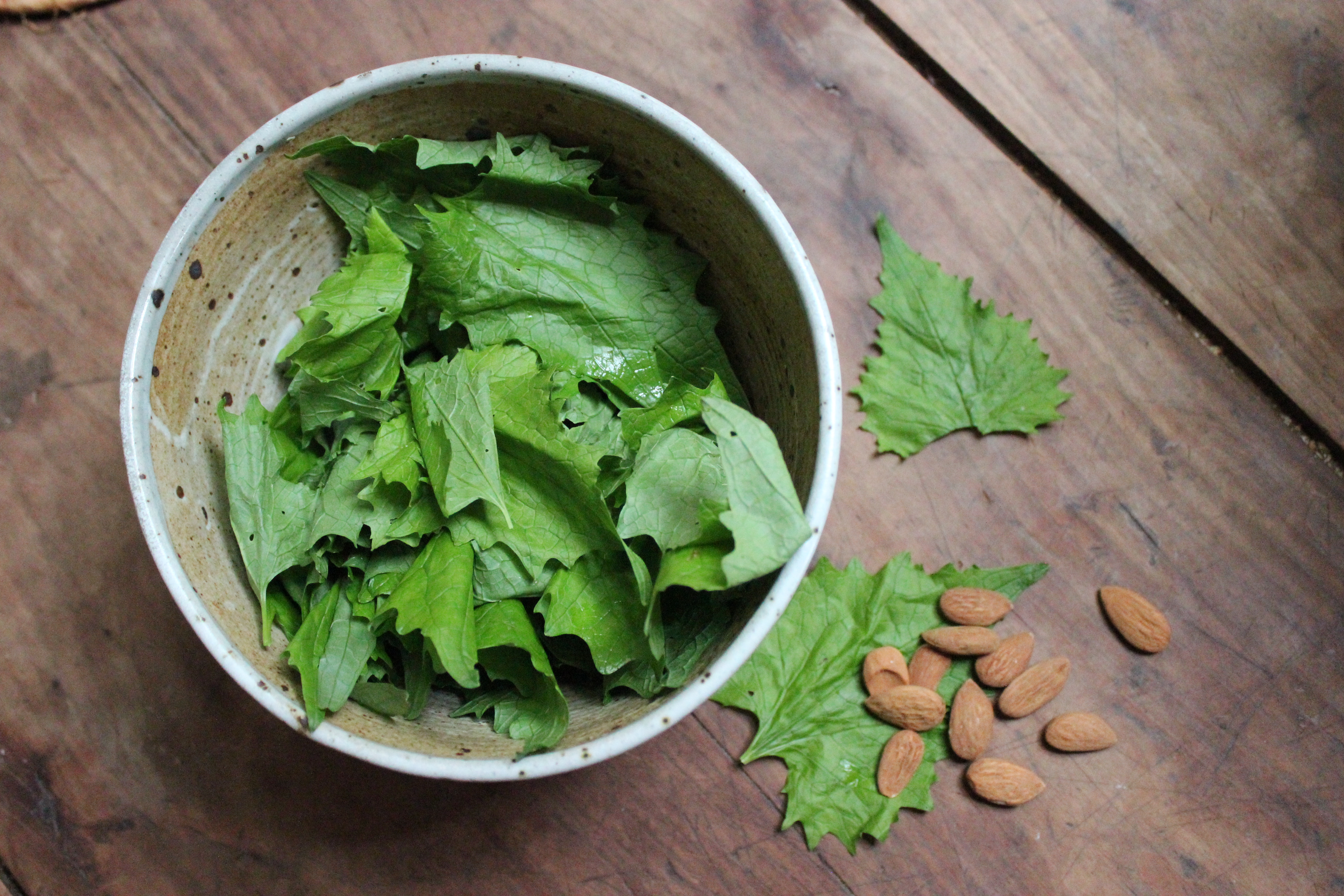
Préparation pour pesto d'alliaire et amandes.

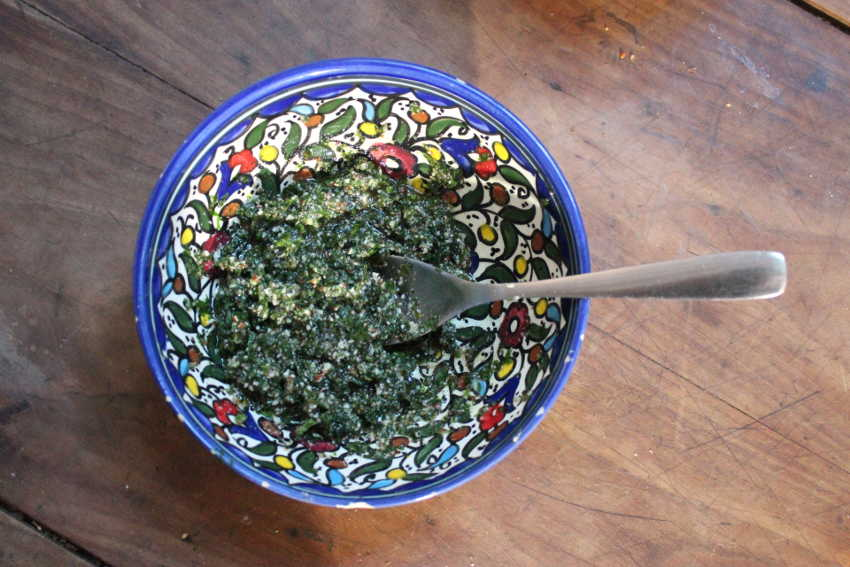
Pesto d'alliaire aux noix.

Ses racines possèdent un goût proche du radis et sont également consommables. Les jeunes feuilles mélangées dans une salade apportent un léger goût d'ail. Les tiges cueillies au printemps ont un goût sucré de chou. On peut également l'employer dans du beurre ou en faire du pistou. Les fleurs ont aussi un goût d'ail et peuvent servir à parfumer tous types de plats.
L'alliaire est employée comme condiment pour les céréales et les légumes, grâce à ses graines qui peuvent servir de substitut à la moutarde noire dans l'élaboration du condiment du même nom (moutarde).
Des graines de cette plante sous forme de phytolithes ont été identifiées dans des dépôts de nourriture sur des poteries préhistoriques. C'est la première preuve directe de l’utilisation d'une épice dans la cuisine en Europe entre 6 100 et 5 750 ans avant le présent (cal BP).

### Usage médicinal
Elle est traditionnellement utilisée pour ses vertus diurétiques, contre les rhumatismes, l'asthme et la goutte. On prête aussi des vertus antiseptiques à la plante fraîche, alors utilisée en cataplasme. En médecine de guerre au siècle passé, elle est utilisée sous forme d'alcoolature en lavage puis en compresse pour désinfecter et favoriser la cicatrisation d'ulcérations suppurées.

### Usage en dépollution
L'alliaire est une plante phytoremédiatrice, capable en particulier d'accumuler le zinc et le cadmium présents dans un sol pollué,.